# Lautaro Martínez
Lautaro Javier Martínez, född 22 augusti 1997 i Bahía Blanca, är en argentinsk fotbollsspelare som spelar för Inter och Argentinas landslag.
Han blev uttagen till Argentinas trupp i Copa América 2019, vilket vid 21 års ålder blev hans första mästerskap med A-landslaget.